# Angelika Sjöstedt
Angelika Sjöstedt, tidigare Angelika Sjöstedt Landén, född 1979, är en svensk genusvetare och professor i genusvetenskap vid Mittuniversitetet. Hennes arbete fokuserar på genus, intersektionalitet, queer- och feministisk teori, dekoloniala studier samt kritik av bosättarkolonialism och nyliberalism.

## Karriär
Sjöstedt disputerade i etnologi vid Umeå universitet 2012. Mellan 2014 och 2016 arbetade hon som forskare vid Umeå universitets humanistiska fakultet. År 2014 utsågs hon till lektor i genusvetenskap vid Mittuniversitetet, där hon blev docent 2019. Hon är idag professor och ämnesföreträdare i genusvetenskap. Hon är den första professorn i genusvetenskap i Östersund.